# Cetatea dacică de la Crizbav
Este o fortificație dacică situată pe teritoriul României.